# 新星日本交響楽団
新星日本交響楽団（しんせいにほんこうきょうがくだん、英語: Japan Shinsei Symphony Orchestra）は、かつて東京都に存在したプロフェッショナルのオーケストラ。

## 沿革
1969年に設立、2001年に東京フィルハーモニー交響楽団との合併によって消滅した。楽団員が運営の責任も持つ自主運営のプロオーケストラとしては日本で初めてのものであったともいわれる。 日本のオーケストラ界に独自の地位を築き上げていたが、バブル崩壊後の聴衆の伸び悩みや財政的な問題もあり、東京フィルとの合併に踏み切ったと言われている。
関連組織として「新星日響合唱団」があったが、オーケストラ合併時に新星合唱団と名称を変更し、独自に演奏活動を続けている。
- 1969年　設立
- 1977年　顧問に山田一雄が就任
- 1980年　新星日響合唱団設立
- 1981年　財団法人として認可。山田一雄が名誉指揮者に就任。
- 1990年　創立20周年事業 ヨーロッパ公演
- 1995年　ヨーロッパ公演 音楽之友社賞受賞
- 1997年　理事長に黒柳徹子が就任
- 2001年　東京フィルハーモニー交響楽団と合併

## 活動内容
演奏会は、サントリーホールと東京芸術劇場での年18回の定期演奏会などのほか、オペラでの演奏も積極的に行っており、合併前は新国立劇場のピット・オーケストラのひとつとして活動していた。特に当時在京オーケストラすべてが上野の東京文化会館で演奏会を行っていた時代に、いち早くサントリーホールへ定期演奏会を移した。地方公演や放送へも積極的に行っており、毎年1月3日に行われるNHKのニューイヤー・ガラコンサートの演奏も務めていた。また同楽団に在籍し、後に日本の各オーケストラへ移っていった者も多く、新人オーケストラ演奏家の鍛錬の場でもあった。
1981年にエネルギッシュな指揮で知られた山田一雄が名誉指揮者に就任してからはヤマカズ・ファンも取り込み、オーケストラとしてさらに発展を遂げている。首席指揮者には、オンドレイ・レナルトが就任していた。レナルトが指揮するマーラーは人気があり、交響曲第3番はNHKでも放送された。正指揮者には沼尻竜典、指揮者に現田茂夫、首席客演指揮者（のちに日本のオーケストラで初めてのフランス人音楽監督となる）パスカル・ヴェロを擁していた。
創立当初から積極的に市民の中へ入っていく活動をしており、ファミリーコンサートやハネケンことピアニスト羽田健太郎と組んだ新星ポップス・オーケストラの活動も行われていた。ハネケン&新星ポップスはCD化もされており、日本のポップス・オーケストラの先駆けであった。

## その他
- CiNii　(新星日本交響楽団に関する著作物)